# Лабазанов, Ахмед
Ахме́д Лабаза́нов (24 апреля 1978 года) — российский боец смешанных единоборств, обладатель Кубка мира по панкратиону. Свой первый бой 23 мая 1998 года против россиянина Дениса Шибанкова Лабазанов выиграл в первом раунде (удары). По состоянию на конец июня 2002 года Лабазанов провёл 11 боёв, из которых семь выиграл (1 нокаут, 5 — сдачей противника, 1 — решением судей) и четыре проиграл (1 нокаут, 1 — сдача, 2 — решением судей).

## Статистика
| Результат | Дата       | Состязание                                        | Соперник                | Страна     | Раунд | Время | Метод                                     |
| --------- | ---------- | ------------------------------------------------- | ----------------------- | ---------- | ----- | ----- | ----------------------------------------- |
| Поражение | 23.6.2002  | Pride 21 - Demolition                             | Гари Гудридж            | Канада     | 3     | 5:00  | Раздельное решение                        |
| Победа    | 10.11.2001 | Rings Lithuania - Bushido Rings 3                 | Миндаугас Куликаускас   | Литва      | 2     | 5:00  | Решением                                  |
| Поражение | 8.2.2001   | IAFC - Pankration Russian Championship 2001       | Ислам Дадалов           | Россия     | 2     | 5:00  | Единогласное решение                      |
| Поражение | 9.10.2000  | Rings - King of Kings 2000 Block A                | Антонио Родриго Ногейра | Бразилия   | 1     | 1:38  | Сабмишном (рычаг локтя)                   |
| Победа    | 16.8.2000  | Rings - Russia vs. Georgia                        | Вепчо Барданашвили      | Грузия     | 1     | 1:28  | Сабмишном (ключ ахилла)                   |
| Победа    | 21.5.2000  | Rings Russia - Russia vs. Bulgaria                | Кожедар Баладиев        | Болгария   | 1     | 0:00  | Сабмишном (рычаг локтя)                   |
| Победа    | 20.5.2000  | Rings Russia - Russia vs. The World               | Валентейн Оверем        | Нидерланды | 1     | 3:50  | Сабмишном (ключ ахилла)                   |
| Победа    | 28.4.2000  | IAFC - Pankration World Championship 2000 [Day 1] | Вячеслав Киселёв        | Россия     | 1     | 1:26  | Сабмишном (рычаг локтя)                   |
| Поражение | 28.10.1999 | Rings - King of Kings 1999 Block A                | Ли Хасделл              | Англия     | 2     | 3:33  | Техническим нокаутом (удар ногой)         |
| Победа    | 30.4.1999  | IAFC - Pankration Russian Championship 1999       | Забир Ельбиев           | Россия     | 1     | 4:38  | Техническим нокаутом (остановка доктором) |
| Победа    | 23.5.1998  | IAFC - Pankration European Championship 1998      | Денис Шибанков          | Россия     | 1     | 4:21  | Сабмишном (удары)                         |